# 최상헌
최상헌(한국 한자: 崔尙憲, 2001년 7월 16일 ~ )는 대한민국의 축구 선수로, 포지션은 미드필더이다. 현재 K리그2 천안 시티 FC 소속이다.